# درة نيكويية (دهسرد)
درة نیکوییة (بالفارسية: دره نیکوییه) هي قرية تقع في إيران في قسم دهسرد الريفي. يقدر عدد سكانها بـ 50 نسمة بحسب إحصاء 2016.